# Поганая молодёжь
«Поганая молодёжь» (укр. Погана молодь) — перший офіційний альбом гурту «Гражданская оборона». Хоча офіційною датою виходу альбому вважається 1985 рік, випущений він був в 1989-му після ряду довгих змін. Спочатку альбом поширювався у вигляді магнітоальбома. Перевиданий поряд з іншими альбомами у 2006 році на лейблі «Мистерия звука».

## Історія створення
Після розпуску проєкту «Посев» в листопаді 1984 року Єгор Лєтов і Костянтин Рябінов створюють гурт з назвою «Гражданская оборона». Спочатку ними було прийнято рішення зробити акцент на студійні записи, позаяк питання про живі виступи групи тоді не ставилися.
Запис здійснювалася в різних умовах, починаючи від домашніх і закінчуючи напівстудійними. Результатом стала велика кількість варіантів цих записів, деякі з них були популярними як бутлеґ. В цілому, за визнанням самого Лєтова, записи володіли поганою якістю. Не встигнувши випустити кінцеві варіанти альбому, гурт розігнали КДБ. Костянтин Рябінов був відправлений в армію, Єгор Лєтов узятий на примусове лікування в психіатричну лікарню. Звільнившись, Лєтов поодинці перезаписав частина матеріалу цих років, випустивши акустичний бутлеґ «Красный альбом» (офіційно випущений під назвою «Игра в бисер перед свиньями»). Також частина ранніх речей увійшла в електричні «офіційні» альбоми 1987 роки («Мышеловка» та «Красный альбом»).
Після повернення Рябінова з армії, з 12 до 22 січня 1988 року була зроблена спроба реставрації раннього матеріалу. Частина речей була повністю переписана, частина відтворена за допомогою збережених записів. Згодом матеріал був розбитий на дві частини — більш ранні композиції увійшли в «Поганая молодёжь», більш пізні — в альбом «Оптимизм». При перевиданні у 2005 році альбом був доповнений бонус-треками з раніше невиданого матеріалу. У 2011 році вийшло LP-перевидання.

## Список композицій
Автори пісень наведені згідно з інформацією на буклеті перевидання 2005 року. До перевидання на лейблі «Мистерия звука» альбом містив пісню «Никак не называется», під час превидання включено в альбом «Хорошо!!»
| #   | Назва                             | Автор                         | Тривалість |
| --- | --------------------------------- | ----------------------------- | ---------- |
| 1.  | «Поганая молодёжь»                | Єгор Лєтов, Костянтин Рябінов | 2:30       |
| 2.  | «Снаружи всех измерений»          | Єгор Лєтов                    | 2:57       |
| 3.  | «Двоится в глазах»                | Єгор Лєтов                    | 1:11       |
| 4.  | «Старость — не радость»           | Єгор Лєтов, Костянтин Рябінов | 2:46       |
| 5.  | «Я выдуман напрочь»               | Єгор Лєтов                    | 2:06       |
| 6.  | «Ненавижу женщин (таких, как ты)» | Єгор Лєтов                    | 3:06       |
| 7.  | «Поезд на Малую Землю»            | Єгор Лєтов                    | 2:04       |
| 8.  | «Не смешно»                       | Єгор Лєтов                    | 2:01       |
| 9.  | «Мама бля»                        | Костянтин Рябінов             | 4:58       |
| 10. | «Лирическое настроение»           | Костянтин Рябінов             | 0:39       |
| 11. | «Клалафуда клалафу»               | Єгор Лєтов, Костянтин Рябінов | 1:48       |
| 12. | «Зоопарк»                         | Єгор Лєтов                    | 3:03       |
| 13. | «Мама, мама…»                     | Єгор Лєтов                    | 3:12       |
| 14. | «Хватит!»                         | Єгор Лєтов                    | 1:19       |
| 15. | «Понос-апофеоз»                   | Єгор Лєтов, Костянтин Рябінов | 0:32       |

| Бонус-треки на перевиданні 2005 року | Бонус-треки на перевиданні 2005 року                      | Бонус-треки на перевиданні 2005 року | Бонус-треки на перевиданні 2005 року |
| #                                    | Назва                                                     | Автор                                | Тривалість                           |
| ------------------------------------ | --------------------------------------------------------- | ------------------------------------ | ------------------------------------ |
| 16.                                  | «Кто ищет смысл»                                          | Єгор Лєтов                           | 3:59                                 |
| 17.                                  | «Я видел собаку»                                          | Костянтин Рябінов                    | 3:56                                 |
| 18.                                  | «Я блюю на ваши дела»                                     | Єгор Лєтов, Костянтин Рябінов        | 2:12                                 |
| 19.                                  | «Малиновая скала»                                         | Єгор Лєтов                           | 3:08                                 |
| 20.                                  | «Я бесполезен»                                            | Єгор Лєтов, Костянтин Рябінов        | 3:13                                 |
| 21.                                  | «Детский доктор сказал: „Ништяк“ (з ранніх пісень Посев)» | Єгор Лєтов, Костянтин Рябінов        | 4:17                                 |